# 2010: Druhá vesmírná odysea (film)
2010: Druhá vesmírná odysea (v originále 2010: The Year We Make Contact, alternativní název: 2010: Rok prvního kontaktu) je americký sci-fi film, natočený v roce 1984 podle knihy Arthura C. Clarka 2010: Druhá vesmírná odysea. Děj filmu se od knihy v některých bodech odlišuje.
S natáčením filmu začal režisér Peter Hyams ihned po vydání knihy. Oproti 14 let starému prvnímu filmu využil novou nahrávací a počítačovou techniku, záběrů z vyslané sondy Voyager a s Clarkovým domem na Srí Lance si zřídil přímou počítačovou linku. Náklady na film dosáhly 20 milionů dolarů. Film byl označován jako technicky dokonalejší, než první film z této série, ale neponechával tolik na představivosti diváka. Ve filmu si zahrál jednu z rolí sovětského kosmonauta český herec Jan Tříska. V nenápadné roli muže, krmícího holuby, se objevil i Clarke. 

## Děj
V úvodu filmu jsou stručně shrnuta fakta z předchozího dílu. Poté se setkává doktor Heywood Floyd se sovětským vědcem Moisevitchem. Oba vědí, že jejich vlády připravují misi na záchranu lodi Discovery. Sověti mají před Američany velký náskok, ale nevyznají se v systémech lodi a měli by problém s opětovným uvedením počítače HAL-9000 do chodu. Proto navrhuje Moisevitch společnou misi. Jenže obě země jsou vzhledem ke krizi ve Střední Americe v napjaté situaci a taková mise samozřejmě nevyhovuje žádné z vlád.
Obě strany se nakonec dohodnou, a tak je k Jupiteru vyslána sovětská loď Leonov s třemi americkými astronauty. Cestou je doktor Floyd probuzen předčasně z hibernace, když se posádce Leonova podaří na Jupiterově měsíci Europě zaznamenat známky chlorofylu. K měsíci je vyslána sonda, ale zničí ji neznámý energetický výboj.
Když se loď úspěšně dostane k Jupiteru, nalezne Discovery nepoškozenou a americká posádka započne s jejím opětovným uvedením do chodu. Velitelka sovětské lodi Tanya Kirbuk se rozhodne prozkoumat monolit, ale když se k němu přiblíží průzkumná loď s lidskou posádkou, je zničena. Mezitím se konflikt mezi Amerikou a Sovětským svazem přiostří; poté, co sovětská družice sestřelí jinou americkou je vyhlášen válečný stav. Protože je nařízeno, aby občané SSSR opustili území USA a Američané opustili sovětská teritoria, dochází i k rozdělení posádky Leonova. Američtí astronauti musí odejít do Discovery a až na výjimky je zakázán jejich návrat.
Když doktor Floyd kontroluje loď, zjeví se mu Dave Bowman a varuje ho, že musejí do dvou dnů odletět. Na to však nemají dostatek paliva. Floydovi se podaří Kirbukovou přesvědčit, aby spojili obě lodě a použili Discovery jako pomocnou raketu. Mezitím zmizí monolit a na povrchu Jupitera se vytvoří zvláštní skvrna.
Plán vyjde a Leonovi se podaří odletět včas, během odletu pozorují skvrnu, která je složená z monolitů a nasává hmotu z Jupitera. Planeta se stane nestabilní a zhroutí se a stane se z ní nové slunce. Země přijme z Discovery zprávu „Všechny tyto světy jsou vaše, až na Europu. Nepokoušejte se tam přistát. Sdílejte je spolu. Sdílejte je v míru.“ Celá posádka se bezpečně vrátí na Zem a konflikt mezi USA a Sovětským Svazem je urovnán.